# Julie Lechanteux
Julie Lechanteux (ur. 22 grudnia 1977 w Annecy) – francuska polityk i samorządowiec, posłanka do Parlamentu Europejskiego IX kadencji, deputowana krajowa.

## Życiorys
Uzyskała dyplom z zakresu rachunkowości zarządczej, pracowała w różnych zawodach, była m.in. zatrudniona w agencji nieruchomości. Od 2013 działaczka Frontu Narodowego (w 2018 przekształconego w Zjednoczenie Narodowe). W 2014 została wybrana na radną miejscowości Fréjus, a następnie objęła stanowisko zastępczyni mera do spraw dzieci i edukacji. W 2015 dodatkowo weszła w skład rady departamentu Var.
W wyborach w 2019 uzyskała mandat eurodeputowanej IX kadencji. W 2022 została natomiast wybrana w skład Zgromadzenia Narodowego. Z powodzeniem ubiegała się o poselską reelekcję w 2024.